# Artoon
K.K. Artoon (jap. 株式会社アートゥーン Kabushiki kaisha Ātūn) war ein Spieleentwickler, gegründet im Jahre 1999. Das Unternehmen wurde in den Vereinigten Staaten hauptsächlich mit Xbox- und Xbox-360-Projekten in Verbindung gebracht, obwohl das Team außerdem mit Hudson Soft und Nintendo zusammenarbeitete. Zu den Angestellten gehörten Yoji Ishi, Manabu Kusunoki, Hidetoshi Takeshita, Yutaka Sugano, Masamichi Harada, Takuya Matsumoto und Naoto Ōshima. Bis zur Geschäftsaufgabe hatte Artoon ungefähr 85 Mitarbeiter.
Im Jahr 2010 verließen einige Mitarbeiter das Team, um eine neue Firma, Arzest, zu gründen, sodass es zur Geschäftsaufgabe kam.
Artoon hatte seinen Sitz in Yokohama (Japan). Ein zweites Studio befand sich in Naha.

## Spiele

### Game Boy Advance
- Pinobee no Daibōken (ピノビィーの大冒険, Pinobī no Daibōken), 2001
- Pinobee & Phoebee (ピノビィー&フィービィー, Pinobī & Fībī), 2002
- Ghost Trap (ゴーストトラップ, Gōsuto Torappu), 2002
- The King of Fighters EX: Neo-Blood, 2002
- Yoshi’s Universal Gravitation (ヨッシーの万有引力, Yosshī no Ban’yū Inryoku), 2004

### Nintendo DS
- Yoshi’s Island DS (ヨッシーアイランドDS, Yosshī Airando DS), 2007
- Away: Shuffle Dungeon (AWAY シャッフルダンジョン, Away: Shaffuru Danjon), 2008
- The World of Golden Eggs: Nori Nori Uta Dekichatte Kei (ザ ワールド オブ ゴールデン エッグス ノリノリ歌できちゃって系), 2009
- The Kayō Generation (ザ★歌謡ジェネレーション, Za Kayō Jenerēshon), 2009

### PlayStation
- Pinobee no Daibōken (ピノビィーの大冒険, Pinobī no Daibōken), 2002

### PlayStation 2
- Ghost Vibration (ゴーストヴァイブレーション, Gōsuto Vaiburēshon), 2002
- Tenboshi: Swords of Destiny (天星 SWORDS OF DESTINY), 2002

### PlayStation 3
- Vampire Rain (ヴァンパイアレイン, Vampaia Rein), 2008

### PlayStation Portable
- Echoshift (時限回廊, Jigen Kairō), 2009

### Xbox
- Blinx: The Time Sweeper (ブリンクス・ザ・タイムスイーパー, Burinkusu: Za Taimu Suīpā), 2002
- Blinx 2: Battle of Time & Space (ブリンクス2: バトル・オブ・タイム&スペース, Burinkusu 2: Batoru obu Taimu & Supēsu), 2004

### Xbox 360
- Blue Dragon (ブルードラゴン, Burū Doragon), 2006
- Vampire Rain (ヴァンパイアレイン, Vampaia Rein), 2007

### Wii
- The World of Golden Eggs: Nori Nori Rhythm-kei (ザ ワールド オブ ゴールデン エッグス ノリノリリズム系), 2008
- Club Penguin: Game Day!
- FlingSmash (たたいて弾む スーパースマッシュボール・プラス, Tataite Hazumu Sūpā Sumasshu Bōru Purasu), 2010